# Björn Thurau
Björn Thurau (Francoforte sul Meno, 23 luglio 1988) è un ex ciclista su strada tedesco, professionista dal 2011 al 2019, figlio di Dietrich Thurau.

## Palmarès
- 2006 (Juniores)

Classifica generale Grand Prix Rüebliland

### Altri successi
- 2014

Classifica scalatori Tour de Suisse

## Piazzamenti

### Grandi Giri
- Giro d'Italia

2014: ritirato (16ª tappa)

### Classiche monumento
- Milano-Sanremo

2013: 119º
2014: ritirato
2015: 109º
- Giro delle Fiandre

2013: 105º
2015: ritirato
2016: 83º
- Parigi-Roubaix

2013: 48º
2014: ritirato
2015: 98º
2016: 47º
- Liegi-Bastogne-Liegi

2015: 98º
2016: 107º